# Oratório dos Quarenta Mártires
Oratório dos Quarenta Mártires (em italiano:  Oratorio dei Quaranta Martiri) é uma igreja de Roma situada no Fórum Romano, ao sul da antiga Fonte de Juturna e perto da igreja de Santa Maria Antiqua. O edifício original é da época de Trajano e foi transformado em igreja com o acréscimo de uma pequena abside. Dedicado aos quarenta soldados cristãos martirizados na Armênia na época do imperador Diocleciano, a igreja conserva, em sua parede de fundo, um afresco bizantino do século VIII.

## Galeria

Imagens da igreja
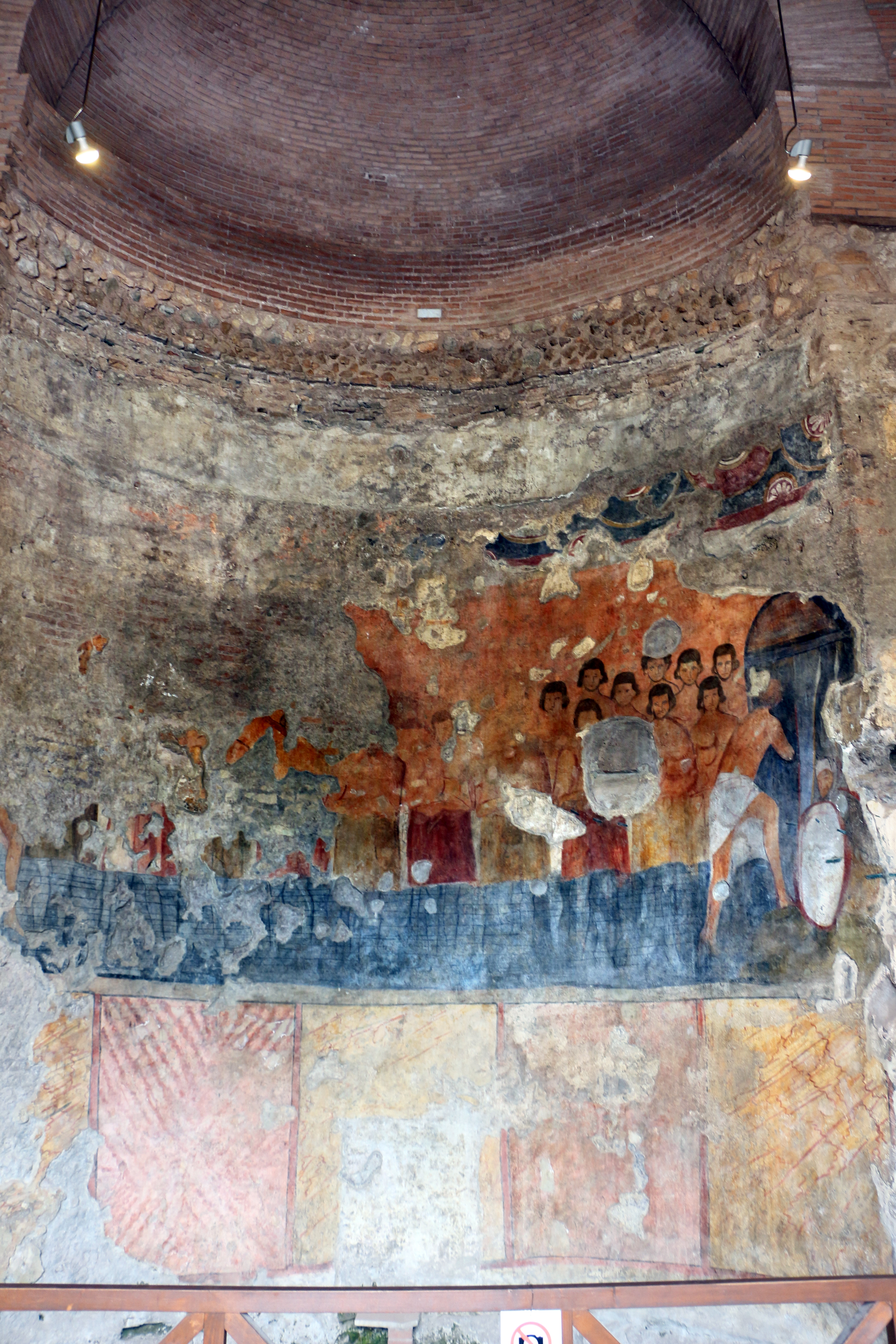
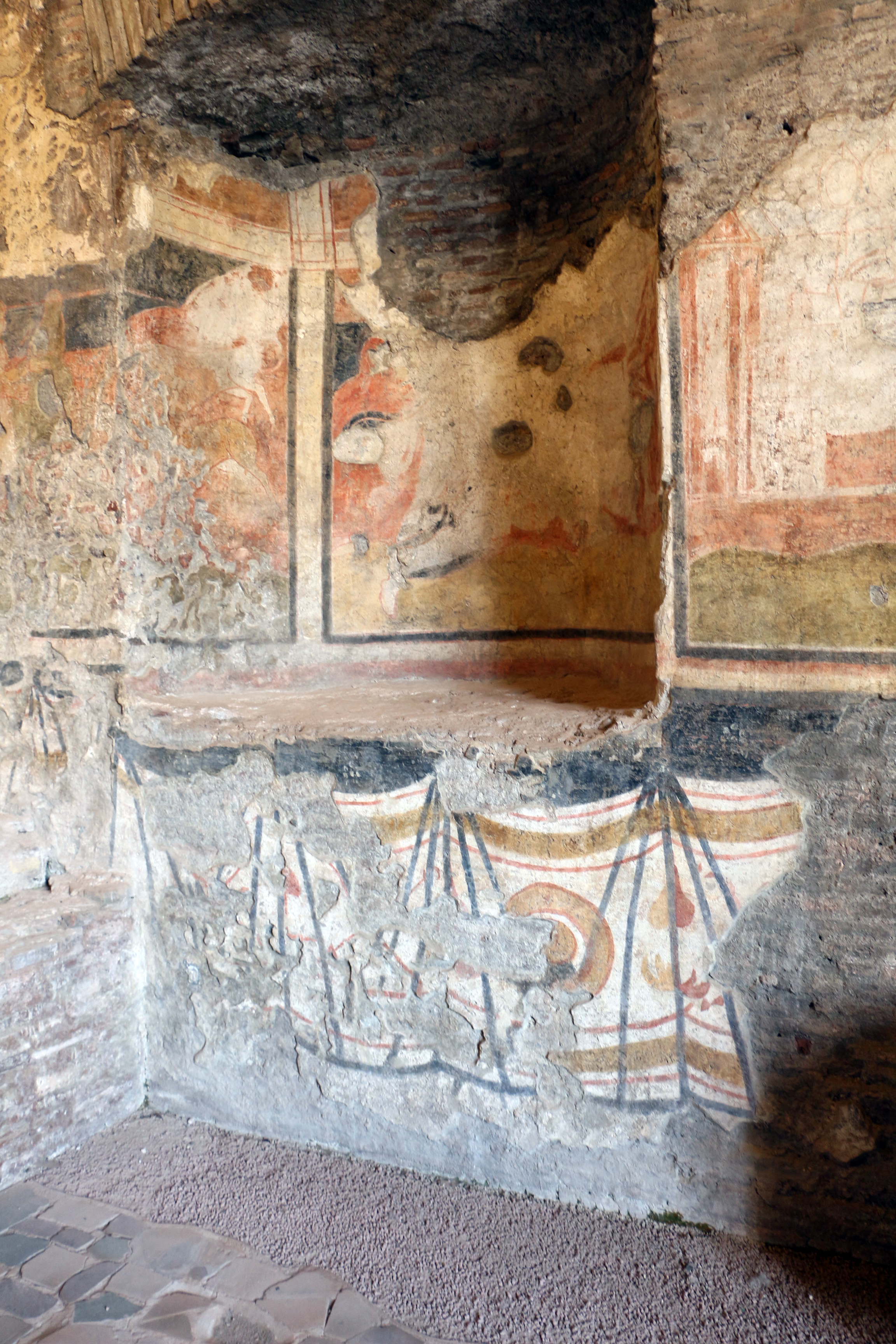
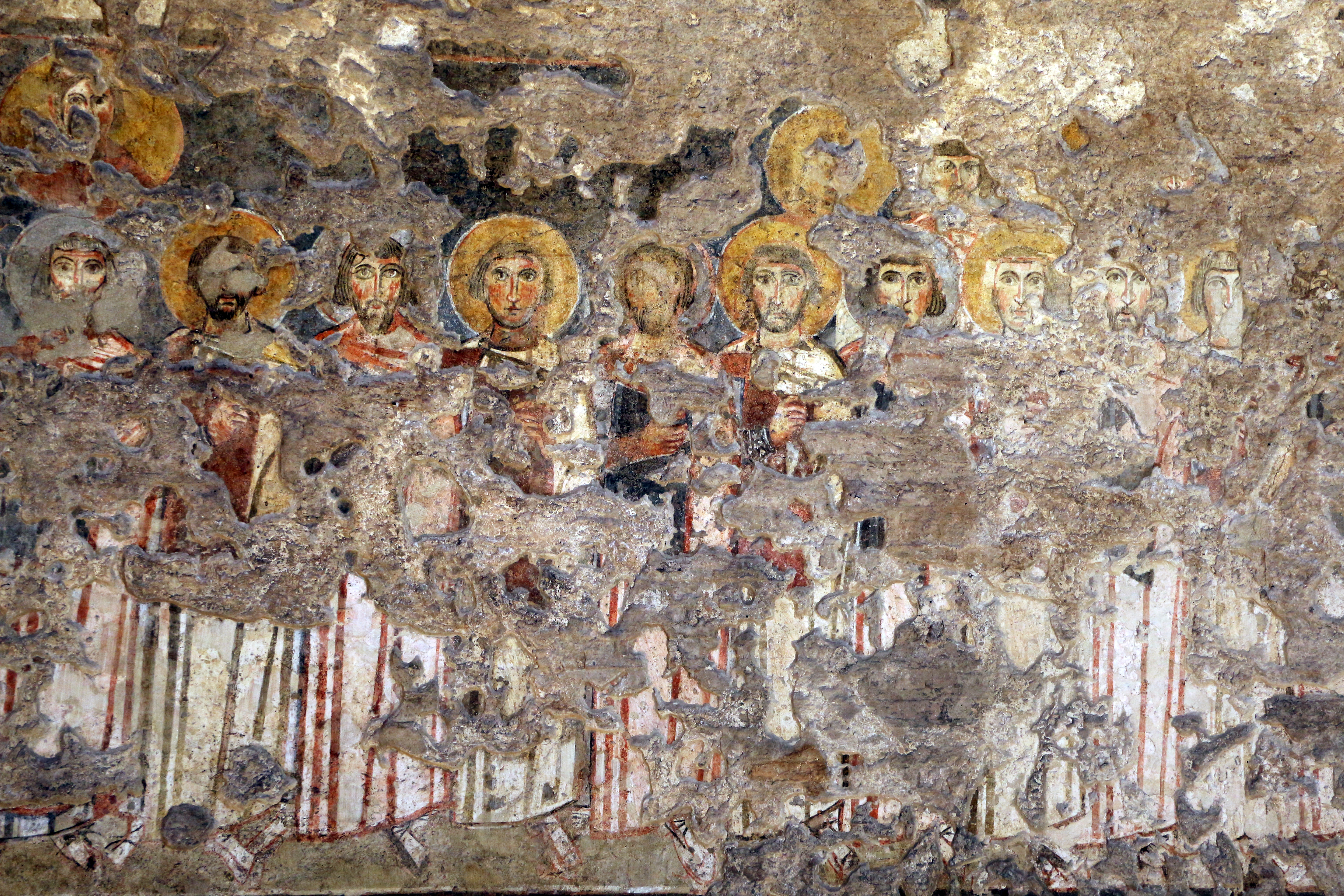